# Conus hamamotoi
Espèce
Statut de conservation UICN

 DD  : Données insuffisantes
Conus hamamotoi est une espèce de mollusques gastéropodes marins de la famille des Conidae.
Comme toutes les espèces du genre Conus, ces escargots sont prédateurs et venimeux. Ils sont capables de « piquer » les humains et doivent donc être manipulés avec précaution, voire pas du tout.

## Description
La taille de la coquille varie entre 18 mm et 24 mm.

## Distribution
Cette espèce marine est présente au large du Japon, de la Nouvelle-Calédonie et dans la mer de Corail.

### Niveau de risque d’extinction de l’espèce
Selon l'analyse de l'UICN réalisée en 2011 pour la définition du niveau de risque d'extinction, cette espèce est connue du Japon et de la Nouvelle-Calédonie. Il n'existe aucune donnée sur la population de cette espèce, et elle n'est connue que par moins de 10 spécimens. L'extrême rareté de cette espèce sur le marché indique un possible manque d'abondance à l'état sauvage, malgré l'habitat relativement inaccessible dans lequel elle vit. Elle demande des recherches supplémentaires. Nous avons inscrit cette espèce comme étant insuffisamment documentée.

## Taxonomie

### Publication originale
L'espèce Conus hamamotoi a été décrite pour la première fois en 1984 par les malacologistes japonais Shigeo Yoshiba et Yasuo Koyama dans la publication intitulée « Venus »,.

### Synonymes
- Conus (Splinoconus) hamamotoi Yoshiba & Koyama, 1984 · appellation alternative
- Kioconus (Isoconus) hamamotoi (Yoshiba & Koyama, 1984) · non accepté
- Nitidoconus hamamotoi (Yoshiba & Koyama, 1984) · non accepté
- Rolaniconus hamamotoi (Yoshiba & Koyama, 1984) · non accepté

## GenreConus

### Identifiants taxinomiques
Chaque taxon catalogué par les bases de données biologiques et taxonomiques possède un identifiant qui permet d'établir un point de référence. Les identifiants de Conus hamamotoi dans les principales bases sont les suivants :
BOLD : 596864 - CoL : XXJK - GBIF : 6510941 - iNaturalist : 432004 - IRMNG : 11895526 - TAXREF : 138089 - UICN : 192454 - WoRMS : 428146